# Balanus flos
Balanus flos är en kräftdjursart. Balanus flos ingår i släktet Balanus och familjen havstulpaner. Inga underarter finns listade i Catalogue of Life.